# الانتخابات النيابية الأردنية 2013
جرت انتخابات تشريعية مبكرة في الأردن في 23 يناير، 2013 لاختيار أعضاء مجلس النواب الأردني السابع عشر، وكانت نسبة التصويت 56.5% وفقًا للهيئة المستقلة للانتخاب. وقد ترشح في هذه الانتخابات 1425 مرشحًا، من بينهم 191 سيدة. وقد شككت جماعة الإخوان المسلمين في الأردن في نسبة التصويت التي أعلنتها الهيئة المستقلة للانتخابات، وقالت أن هذه النسبة لا تتعدى 24.8%.